# Wielkie Błoto
Wielkie Błoto – użytek ekologiczny w województwie zachodniopomorskim, w powiecie szczecineckim, w gminie Szczecinek, powołany Uchwałą Nr XLIII/268/2006 Rady Gminy Szczecinek z dnia 31 marca 2006 r. w sprawie ustanowienia użytku ekologicznego gruntów z terenu Nadleśnictwa Szczecinek. Powstał w celu zachowania pozostałości torfowiska wysokiego typu bałtyckiego. Jest to teren po eksploatacji torfu w XIX i na początku XX wieku i potorfia porośnięte mszarami. Całkowita powierzchnia „Wielkiego Błota” wynosi 34,51 ha. Pozostaje w zarządzie Nadleśnictwa Szczecinek, na obszarze Leśnictwa Sokolnik, obrębu leśnego Wierzchowo.
W granicach użytku istnieje ścieżka przyrodniczo-leśna „Wielkie Błoto”, która powstała w 2005 w ramach projektu „Ochrona wysokich torfowisk bałtyckich na Pomorzu”. Składa się na  nią pięć tablic informacyjnych o roślinności użytku i drewniana, kilkudziesięciometrowa kładka prowadząca przez mszar do platformy widokowej. Zgodnie z planem urządzenia lasu z 2014 ścieżkę odwiedza około 500 osób rocznie.
„Wielkie Błoto” włączone zostało w granice obszaru mającego znaczenie dla Wspólnoty – Jeziora Szczecineckie (PLH320009), ustanowionego jako OZW w lutym 2008. W pobliżu użytku, po jego północnej stronie, położone jest jezioro Wierzchowo.